# Seth's Sweetheart
Seth's Sweetheart è un cortometraggio muto del 1914 diretto da Charles Ransom. Prodotto dalla Edison su un soggetto di J. Edward Hungerford, aveva come interpreti Viola Dana e William Wadsworth.

## Trama
I giorni di mezza estate sconvolgono la tranquilla vita del paesino con l'arrivo dei villeggianti cittadini che, con la loro eleganza e i modi raffinati, conquistano le attenzioni delle ragazze del posto. Seth, trascurato dalla sua Sally, si lamentava talmente che lei, seccata, gli restituì l'anello. Lui, disperato, decise allora di suicidarsi. Prima pensò ad annegarsi, ma trovò l'acqua troppo fredda. Come seconda opzione, passò all'impiccagione. In cerca di una corda sufficientemente robusta, l'aveva appena trovata quando alcune alte grida attirarono la sua attenzione. Era Percy che, barcaiolo inetto, dopo aver avuto dei problemi con la barca, adesso annaspava nell'acqua del lago. Corso in suo soccorso Seth giudicò che Percy forse gli sarebbe stato utile per mettere in cattiva luce Harry e Dick, i due villeggianti che gli avevano rubato la sua Sally. Percy, per sdebitarsi con il suo salvatore, accettò di aiutarlo e, ben contento, aggredì i due damerini. Nel bel mezzo della rissa, Seth arrivò con il poliziotto del posto e il suo intervento lo fece passare per un eroe, riconquistandogli l'interesse di Sally.

## Produzione
Il film fu prodotto dalla Edison Company.

## Distribuzione
Distribuito dalla General Film Company, il film - un cortometraggio in una bobina - uscì nelle sale cinematografiche statunitensi il 7 ottobre 1914.